# 시비드니크

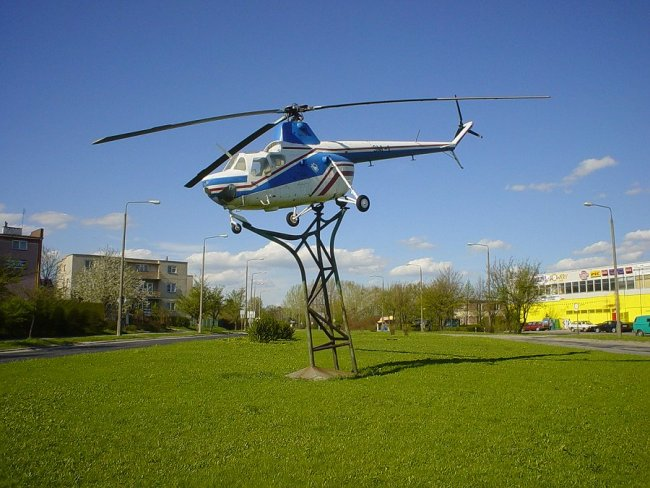
시비드니크에 위치한 PZL 공장 근처에 전시된 SM-1 헬리콥터

시비드니크(폴란드어: Świdnik)는 폴란드 루블린주 시비드니크군에 있는 마을이다. 인구는 40,186명(2012년 기준)이며, 루블린에서 남동쪽으로 10킬로미터(6마일) 떨어져 있다. 루블린의 위성 도시이며, 시비드니크에는 다양한 산업 및 첨단 기술 회사가 있다. 루블린의 항공 교통의 허브 역할을 하는 루블린 공항이 여기에 소재한다.